# کاروانسرای خوشاب
کاروانسرای خوشاب، بنایی تاریخی مربوط به دوره قاجار است که در بخش مرکزی شهرستان فردوس و کیلومتر ۴۵ جاده فردوس - دیهوک (جاده ۹۱)، نرسیده به پاسگاه سه‌راهی شهید زارع واقع شده‌است. این اثر در تاریخ ۱۲ دی ۱۳۸۶ با شمارهٔ ثبت ۲۰۴۸۵ به‌عنوان یکی از آثار ملی ایران به ثبت رسیده است.

## معماری
کاروانسرای خوشاب، از کاروانسراهای «دو ایوانه» است که دو ایوان آن کاملاً روبروی هم قرار گرفته و بنا کاملاً قرینه است. ایوان ورودی کاروانسرا دارای طاق گنبدی‌شکل است و در طرفین ایوان نیز ایوان طاق‌نما و سکویی برای نشستن قرار دارد.
در کنار کاروانسرای خوشاب، کاربات سنگی خوشاب قرار دارد که این بنا نیز تماماً از سنگ ساخته شده و در سال ۱۳۸۶ با شماره ثبت ۲۰۴۸۶ در فهرست آثار ملی کشور قرار گرفته است.